# Pedro Casablanc
Pedro Casablanc, nome d'arte di Pedro Manuel Ortiz Domínguez (Casablanca, 17 aprile 1963), è un attore, regista e doppiatore spagnolo.

## Biografia
Nato a Casablanca, in Marocco, il 17 aprile 1963, si laureò in arti visive (Bellas Artes) all'Università di Siviglia, città in cui iniziò a recitare nel contesto della compagnia del Teatro de la Jácara e nel Centro Andaluz de Teatro (CAT), in produzioni dirette, tra gli altri, da Miguel Narros e George Tabori. Nel 1991 si trasferì a Madrid e entrò a far parte della compagnia del Teatro de La Abadía, dove avrebbe lavorato per quattro anni sotto la direzione di José Luis Gómez. Fu grazie al suo ruolo in Il signor Puntila e il suo servo Matti di Brecht, prodotta nel 1998 dal Teatro de La Abadía, che vinse il premio al miglior attore non protagonista conferito dall'Unión de Actores, il sindacato spagnolo degli attori e attrici. Ha interpretato ruoli di spicco del teatro internazionale in opere quali Il gabbiano di Čechov, Casa di bambola di Ibsen, Antigone di Sofocle, Ultime parole di Fiocco di Neve di J. Mayorga, Marat/Sade di P. Weiss e Re Lear di Shakespeare.
Nel mondo del cinema ha lavorato con registi quali, tra gli altri, Steven Soderbergh in Che - Guerriglia, Jean-Jacques Annaud in Sa Majesté Minor, Imanol Uribe in Días contados e Fernando Colomo in Extraños. È stato protagonista di numerosi cortometraggi e presente nella gran parte delle serie televisive spagnole dai primi anni Novanta in poi; in particolare ricordiamo Policías: en el corazón de la calle, Motivos personales, El pantano, R.I.S. Científica, Hospital Central, Amare per sempre, Isabel e El Ministerio del Tiempo per l'emittente spagnola TVE, Los nuestros, trasmessa su Telecinco, e Mar de plástico, su Antena 3. Ha ottenuto premi e candidature dall'Unión de Actores al miglior attore non protagonista in produzioni televisive, teatrali e cinematografiche e, nel 2016, è stato candidato al Goya come miglior attore protagonista per il film B, la película.

## Filmografia

### Cinema
- Mi hermano del alma, regia di Mariano Barroso (1994)
- Días contados, regia di Imanol Uribe (1994)
- Eso, regia di Fernando Colomo (1997)
- Don Juan, regia di Jacques Weber (1998)
- Los años bárbaros, regia di Fernando Colomo (1998)
- Extraños, regia di Imanol Uribe (1998)
- La espalda de Dios, regia di Pablo Llorca (2001)
- No te fallaré, regia di Manuel Ríos San Martín (2001)
- Face of Terror, regia di Bryan Goeres (2004)
- The Deal – Il patto, regia di Bryan Goeres (2006).
- Uno de los dos no puede estar equivocado, regia di Pablo Llorca (2007)
- Manolete, regia di Menno Meyjes (2007)
- Sa Majesté Minor, regia di Jean-Jacques Annaud (2007)
- Che - Guerriglia, regia di Steven Soderbergh (2008)
- 7 minutos, regia di Daniela Féjerman (2009)
- El mundo que fue y que es, regia di Pablo Llorca (2011)
- 23-F: la película, regia di Chema de la Peña (2011)
- Viral, regia di Lucas Figueroa (2013)
- Sicarivs, la noche y el silencio, regia di Javier Muñoz (2015)
- B - La película, regia di David Ilundain (2015)
- Truman - Un vero amico è per sempre (Truman), regia di Cesc Gay (2015)
- 1898: Los últimos de Filipinas, regia di Salvador Calvo (2016)
- L'uomo dai mille volti (El hombre de las mil caras), regia di Alberto Rodríguez Librero (2016)
- Superlópez, regia di Javier Ruiz Caldera (2018)
- Il silenzio della città bianca (El silencio de la ciudad blanca), regia di Daniel Calparsoro (2019)
- Dolor y gloria, regia di Pedro Almodóvar (2019)
- Inciso nelle ossa (Legado en los huesos), regia di Fernando González Molina (2019)
- Ballo ballo, regia di Nacho Álvarez (2020)
- Nieva en Benidorm, regia di Isabel Coixet (2020)
- El universo de Óliver, regia di Alexis Morante (2022)
- Sin ti no puedo, regia di Chus Gutiérrez (2022)
- La jefa, regia di Fran Torres (2022)
- Strange Way of Life, regia di Pedro Almodóvar – cortometraggio (2023)

### Televisione
- ¡Ay, Señor, Señor! – serie TV, 2 episodi (1994)
- Éste es mi barrio – serie TV, 7 episodi (1996)
- Querido maestro – serie TV, episodio 2x15 (1997-1998)
- Hermanas – serie TV, episodio 1x11 (1998)
- Manos a la obra – serie TV, episodio 1x11 (1998)
- Compañeros – serie TV, 2 episodi (1999)
- Periodistas – serie TV, episodio 3x07 (1999)
- El comisario – serie TV, 2 episodi (1999, 2004)
- Policías, en el corazón de la calle – serie TV, 81 episodi (2000-2003)
- Padre coraje, regia di Benito Zambrano – miniserie TV (2002)
- Sant'Antonio di Padova, regia di Umberto Marino – film TV (2002)
- El pantano – serie TV, 9 episodi (2003)
- Mis adorables vecinos – serie TV (2004)
- Los recuerdos de Alicia, regia di Manuel Estudillo – film TV (2005)
- Diario de un skin, regia di Jacobo Rispa – film TV (2005)
- Motivos personales – serie TV, 25 episodi (2005)
- Genesis – serie TV, episodio 1x02 (2006)
- Tirando a dar – serie TV, episodio 1x03 (2006)
- Los hombres de Paco – serie TV, 6 episodi (2006-2007)
- R.I.S. Científica – serie TV, 13 episodi (2007)
- Masala, regia di Salvador Calvo – film TV (2007)
- Hospital Central – serie TV, 56 episodi (2008–2011)
- La princesa de Éboli, regia di Matías Vázquez – miniserie TV (2010)
- Los misterios de Laura – serie TV, episodio 2x02 (2011)
- Isabel – serie TV, 17 episodi (2012–2013)
- Per sempre (Amar es para siempre) – serie TV, 47 episodi (2014-2015)
- Prim, el asesinato de la calle del Turco, regia di Miguel Bardem – film TV (2014)
- Los nuestros – serie TV, 3 episodi (2015)
- Mar de plástico – serie TV, 26 episodi (2015–2016)
- El ministerio del tiempo – serie TV, episodio 3x04 (2017)
- Cuéntame cómo pasó – serie TV, 8 episodi (2018)
- Matadero – serie TV, 4 episodi (2019)
- Toy Boy – serie TV, 21 episodi (2019-2021)
- Vida perfecta – serie TV, 3 episodi (2019)
- White Lines – serie TV, 10 episodi (2020)
- La Fortuna, regia di Alejandro Amenábar – miniserie TV (2021)
- Gli eredi della terra – serie TV, 3 episodi (2022)
- Mentiras Pasajeras (in produzione)

## Teatrografia

### Attore
- Aspettando Godot di Samuel Beckett. Regia di Alfonso Zurro. Produzione: Teatro de la Jácara (1987)
- Las de Caín di Serafín e Joaquín Alvarez Quintero. Regia di Miguel Narros. Produzione: Centro Andaluz de Teatro (1990)
- Don Juan Tenorio. Testo: José Zorrilla. Regia: Ángel Facio. Co-produzione: Centro Andaluz de Teatro e Goliardos (1991)
- Una cuestión de azar. Testo: Jesús Cracio e Yolanda Murillo. Regia: Jesús Cracio. Produzione: Centro Andaluz de Teatro (1992)
- Il Grande Inquisitore. Testo: Fëdor Dostoevskij. Regia: George Tabori. Produzione: Centro Andaluz de Teatro (1992)
- Maria Stuart. Testo: Friedrich Schiller. Regia: María Ruiz. Produzione: Teatro del Olivar (1996)
- Polittico dell'avarizia, la lussuria e la morte. Testo: Ramón María del Valle-Inclán. Regia: José Luis Gómez. Produzione: Teatro de La Abadía (1995)
- Faust. Testo: Johann Wolfgang von Goethe. Regia: Götz Loepelmann. Produzione: Teatro de La Abadía (1997)
- La noche XII (La dodicesima notte). Testo: William Shakespeare. Regia: Gerardo Vera. Produzione: Teatro de La Abadía (1996–1997)
- Il signor Puntila e il suo servo Matti. Testo: Bertolt Brecht. Regia: Rosario Ruiz Rodgers. Produzione: Teatro de La Abadía (1998)
- La dama folletto. Autore: Pedro Calderón de la Barca. Regia: J. L. Alonso de Santos. Co-produzione: Compañía Nacional de Teatro Clásico e Pentación Espectaculos (2000)
- Casa di bambola. Testo: Henrik Ibsen. Regia: María Ruiz. Produzione: Producciones Teatrales Contemporáneas (2001)
- Il gabbiano. Testo: Anton Čechov. Regia: Amelia Ochandiano. Produzione: Teatro de la Danza (2002)
- Commedie barbare. Testo: Ramón María del Valle-Inclán. Regia: J. J. Bigas Luna. Produzione: Bienal de Valencia (2003)
- Non si paga, non si paga!. Testo: Dario Fo. Regia: Esteve Ferrer. Produzione: Compañía de Silvia Marsó e Vorágine Producciones (2004)
- Ultime parole di Fiocco di Neve. Testo: Juan Mayorga. Regia: Andrés Lima. Produzione: Animalario (2004–2006)
- Bonhomet y el cisne (Swan/La aparición). Testo: Eduardo Pérez Maseda. Regia: Tomás Muñoz. Co-produzione: ORCAM e Teatro de La Abadía (2006)
- Hamelin. Testo: Juan Mayorga. Regia: Andrés Lima. Produzione: Animalario (2006)
- Antígona o la felicidad. Testo: Pedro Casablanc, Sara Illán. Regia: Pedro Casablanc. Produzione: Tercero Izquierda Teatro. (2006)
- Marat/Sade. Testo: Peter Weiss. Regia: Andrés Lima. Co-produzione: Centro Dramático Nacional e Animalario (2007)
- Il racconto d'inverno. Testo: William Shakespeare. Regia: Ferran Madico. Produzione: Teatre Fortuny de Reus (2007)
- Re Lear. Testo: William Shakespeare. Regia: Gerardo Vera. Produzione: Centro Dramático Nacional (2008)
- Edipo, una trilogía. Regia: Georges Lavaudant. Co-produzione: Teatro Español e Festival Grec (2009)
- L'arte della commedia di Eduardo De Filippo, regia di Carles Alfaro. Produzione: Teatro de La Abadía (2010)
- José K. Torturado. Testo: Javier Ortiz. Regia: Carles Alfaro. Produzione: Studio Teatro – Sandra Toral (2012)
- Amleto. Testo: William Shakespeare. Regia: Will Keen. Produzione: Teatro Español (2012)
- Babel. Testo: Andrew Bovell. Regia: Tamzin Townsend. Produzione: Teatro Marquina (2012)
- Hacia la alegría. Testo e regia: Olivier Py. Co-produzione: Teatro de La Abadía, Théâtre national de la Communauté française e Festival d'Avignone (2014)
- Los cuentos de la peste. Testo: Mario Vargas Llosa. Regia: Joan Ollé. Produzione: Teatro Español (2015)

### Regista
- Las aventuras de Don Quijote de la Mancha. Testo: Miguel de Cervantes.
- Retablo de comediantes. Testo: Alfonso Zurro (1994)
- ¡Ay, Carmela!. Testo: José Sanchis Sinisterra (2001)
- El tren del holandés. Testo: Amiri Baraka (2005)
- Antígona o la felicidad. Testo: Pedro Casablanc, Sara Illán (2006)
- Extremities. Testo: William Mastrosimone (2012)

## Radio
- Jekyll y Hyde di Robert Louis Stevenson, adattamento di Alfonso La Torre (2017)[1]

## Riconoscimenti
- Premio Unión de actores
  - 1998 – Miglior attore non protagonista in una produzione teatrale per Il signor Puntila e il suo servo Matti
  - 2001 – Miglior attore non protagonista in una produzione televisiva per Policías, en el corazón de la calle
  - 2011 – Miglior attore non protagonista in una produzione cinematografica per El mundo que fue y el que es
  - 2012 – Miglior attore non protagonista in una produzione televisiva per Isabel
- Premios Ceres de Teatro 2015[2] – Migliore attore per Los cuentos de la peste e Hacia la alegría
- Premio Goya 2016 – Candidatura come miglior attore protagonista per B, la película

## Doppiatori italiani
- Francesco Pannofino in Sant'Antonio di Padova
- Stefano Mondini in Isabel
- Luca Biagini in Ballo ballo